# Aptilotella borgmeieri
Aptilotella borgmeieri är en tvåvingeart som beskrevs av Oswald Duda 1924. Aptilotella borgmeieri ingår i släktet Aptilotella och familjen hoppflugor. Inga underarter finns listade i Catalogue of Life.